# Shageluk
Shageluk est une localité d'Alaska aux États-Unis, dans la région de recensement de Yukon-Koyukuk. Au recensement de 2010 sa population était de 83 habitants.

## Situation - climat
Elle est située sur la rive est de la rivière Innoko, affluent du Yukon, à 32 km à l'est d'Anvik et à 55 km au nord-est de Holy Cross.
Les températures moyennes vont de −52 °C à −18 °C en janvier et de 6 °C à 27 °C en juillet.

## Histoire
Shageluk est le nom d'un village Ingalik, de langue athabascane référencé sous le nom Tie'goschitno en 1850 par le lieutenant Zagoskine, de la marine russe. En 1861, il y avait six villages sur la rivière Innoko, qui ont été appelés collectivement Communauté Chageluk en 1880. Shageluk devint une communauté permanente. La poste y a été installée en 1924. En 1966, le village a été déplacé sur un site plus élevé, à 3 km au sud-est, à la suite d'inondations.
Les habitants pratiquent une économie de subsistance à base de chasse, de pêche et de cueillette, ils disposent d'un magasin d'alimentation générale dans le village.

## Démographie
| 1880 | 1920 | 1930 | 1940 | 1950 | 1960 |
| ---- | ---- | ---- | ---- | ---- | ---- |
| 150  | 130  | 88   | 92   | 100  | 155  |

| 1970 | 1980 | 1990 | 2000 | 2010 | - |
| ---- | ---- | ---- | ---- | ---- | - |
| 167  | 131  | 139  | 129  | 83   | - |